# 稻荷心經
稻荷心經（日语：稲荷心経いなりしんぎょう），是日本神佛習合信仰中特有的祝詞，主要流傳於有稻荷神的神宮寺。

## 由来
稻荷心經是真言宗東寺的末寺愛染寺第一任主持天阿上人著作稲荷一流大事中的祝詞，於最後的咒語，分別為般若心經的咒語，與荼吉尼尊天的心咒。漢文大藏經並無原文。

## 全文
本体真如住空理，寂静安樂無為者；鏡智慈悲利生故，運動去来名荒神。

今此三界皆是我有，其中衆生悉是吾子；是法住法位，世間相常住。

貪瞋癡之三毒煩惱，皆得解脱，即得解脱。
掲諦掲諦，波羅掲諦，波羅僧掲帝，菩提薩婆訶。
多呪即説呪曰：

唵。頡利。訶。娑縛賀。

唵。頡利。訶。娑縛賀。

唵。頡利。訶。娑縛賀。